# Ербін ап Костянтин
Ербін ап Костянтин (святий Ербін; корн. Erbin ap Constantine) (427—480) — король Думнонії (443–480), валлійський святий. День пам'яті — 13 січня.

## Біографія
За переказами, святий Ербін, король Думнонії, був сином Костянтина Корню, братом святого Дігаїна і батьком Герайнта. Він згадується, головним чином, в «Герайнт і Енід», одному з чотирьох валлійських оповідань, складових Мабіногіон. Тут він представлений як старіючий монарх, королівство якого з усіх боків оточене ворогами. Бачачи свою нездатність протистояти їх нападам, Ербін відкликав Герайнта від двору короля Артура і передав йому управління своїми володіннями.
Ербін згадується як святій в «Бонед і Сант». Його ім'я традиційно пов'язане з Ербістоком (графство Денбішір). Гільберт Гантер Добл (Gilbert Hunter Doble) припускав, що він міг бути тим же самим святим, що і Ерм/Ерван з Корнуола.